# Чоу, Алекс
Алекс Чоу (англ. Alex Chow, кит. трад. 周永康; род. 1990) — политический активист, был одним из студенческих лидеров во время 79-дневной Революции зонтиков 2014 года.

## Биография

### Ранние годы
Алекс Чоу обучался в Гонконгском университете на факультете социологии и сравнительной литературы и возглавлял Федерацию студентов Гонконга. Он работал журналистом в «Минг-Пао» (англ. Ming Pao), местной Гонконгской газете, выступающей за демократические ценности. Принимал активное участие в «Революции зонтиков» — мирных протестах, проходивших в Гонконге в 2014.

### Революция зонтиков
Алекс Чоу был одним из студенческих лидеров на мирных протестах в Гонконге, которые проходили в 2014 году. Протесты были организованы движением «Оккупируй Сентрал с любовью и миром» (англ. Occupy Central with Love and Peace), (Сентрал — район Гонконга, деловой центр, где расположен Дом Правительства Гонконга), которые впоследствии также стали именоваться «Революцией зонтиков», — из-за обилия зонтиков, которые демонстранты использовали не только для защиты от тридцатиградусной жары, но также для предохранения от перечного аэрозоля. Демонстранты протестовали против намерений Китайского правительства фильтровать кандидатов на предстоящих в 2017 году местных выборах в Гонконге.

### Тюремное заключение
17 августа 2017 года Алекс Чоу был приговорён к 7 месяцам тюрьмы за штурм государственных учреждений, — Алекс Чоу, вместе с двумя другими студенческими лидерами, Джошуа Вонг и Натаном Лоу, перелезли 26 октября 2014 через ограду на площадь перед правительственным учреждением. Этот штурм послужил сигналом к началу «Революции зонтиков». За этот штурм, вместе с Алексом Чоу, Джошуа Вонг и Натан Лоу также были приговорены к тюремным срокам от 6 до 8 месяцев.
Позже приговор был смягчён, и все три студенческих лидера были освобождены от тюремного заключения 6 февраля 2018.

### Запрос из Лондонской школы экономики
В то время, когда Алекс Чоу находился в тюрьме, профессора и студенты Лондонской школы экономики, в которой он обучался, сделали запрос 15 сентября 2017 года в правительства Великобритании и Гонконга с просьбой проследить, чтобы его здоровье не пострадало в тюремных условиях, и он смог бы продолжить обучение в Лондонской школе для получения степени магистра.

### Учёба и общественная работа в США
В 2019 Алекс Чоу защищает докторскую степень по географии в Калифорнийском университете в Беркли.
Переехав жить в США, Чоу принял участие в Демократическом совете Гонконга, в задачу которого входит помощь для граждан Гонконга, находящихся в Америке, и сохранение демократических свобод в Гонконге.
Чоу принял участие в создании журнала на китайском языке для гонконгской диаспоры «Flow HK», первый номер которого был опубликован на Тайване в феврале 2020.